# デュアルポンプ
デュアルポンプ（DUAL PUMP）は、本田技研工業が開発した、油圧ポンプとその油圧で作動するクラッチを使用した、トラクション制御システムの名称。

## 概要
前輪側と後輪側との2つの油圧ポンプと、それで高められたケース内油圧の上昇により接続する多板湿式クラッチとで構成されたシステムで、前輪側の回転数が上回った時だけポンプにより油圧を発生させ、クラッチがつながることにより後輪側へ駆動力が伝わる構造になっている。
1993年7月22日に発表された2代目インテグラ ハードトップに初めて搭載され、その後、いすゞ自動車にOEM供給されていた製品を含むドマーニなどにも搭載されるようになった。それまで搭載していたビスカスカップリング方式と比較してレスポンスが劣るなど機構的な欠点も存在したが、ビスコドライブ社への特許料が不要になことに加え機械的な消耗部品が比較して少ないなどメリットもあったため、順次この方式に切り替えられた。
比較して、作動時の伝達トルク自体は、ケース油圧のコントロールがし易いことから安定させやすいものの、前後の回転差がある程度にならないと駆動力が伝わらない。通常走行時の低燃費に貢献するが、ケースの油圧が上がらなければ駆動が伝わらず、低速にしたりバックなどした場合、途端にケース内部圧力が解放されてしまうなど、極低速で走ることの多いオフロード性能には大きな欠点があり、特に車重が重い車両では通常走行低摩擦路（雨天、雪道など）でもユーザーや自動車評論家からの評価も芳しくなかった。そこで、後輪側にカムとパイロットクラッチからなるワンウェイカムユニットを追加したことで、通常時のFF状態に影響を与えず、短所であった駆動力伝達の初期レスポンスとリリース解除を遅くする機能とした。このタイプは2003年10月17日に発表された3代目オデッセイに初めて搭載され、以降その他の車種にも展開されている。